# Renger Ypenburg
Renger Ypenburg (Amsterdam, 19 mei 1971) is een Nederlands voormalig wielrenner.

## Belangrijkste overwinningen
1995
- Ronde van Groningen
- Omloop Schokland

1996
- Westfriese Dorpenomloop

1998
- Ster van Zwolle
- Proloog Thüringen-Rundfahrt

2000
- Nordhorn

## Resultaten in voornaamste wedstrijden
|      | \| Jaar \| Gent-Wevelgem \| \| ---- \| ------------- \| \| 1999 \| 83e \| |
| Jaar | Gent-Wevelgem                                                             |
| 1999 | 83e                                                                       |

## Ploegen
- 1998 - Giant-Löwik-P&O
- 1999 - Batavus-Bankgiroloterij
- 2000 - Bankgiroloterij-Batavus
- 2001 - AXA-VvZ Professional Cycling Team